# ブッククラブ/ネクストチャプター
『ブッククラブ/ネクストチャプター』（BOOK CLUB: THE NEXT CHAPTER）は、2023年のアメリカ合衆国のコメディ映画。『また、あなたとブッククラブで』の続編。

## キャスト
※括弧内は日本語吹替。
- ダイアン：ダイアン・キートン（小山茉美）
- ヴィヴィアン：ジェーン・フォンダ（田島令子）
- シャロン：キャンディス・バーゲン（沢田敏子）
- キャロル：メアリー・スティーンバージェン（高島雅羅）
- ミッチェル：アンディ・ガルシア（原康義）
- アーサー：ドン・ジョンソン（安原義人）
- ブルース：クレイグ・T・ネルソン（仲野裕）
- 署長：ジャンカルロ・ジャンニーニ（辻親八）
- ドナート：ジャンピエロ・ジュディカ（斎藤寛仁）
- グレース：グレース・トゥルリー（加藤美佐）
- ジュゼッペ：フランチェスコ・セルピコ（細川祥央）
- ウズマン：ヒュー・クアーシー（菊池康弘）
- ジャンニ：ヴィンセント・リオッタ（玉井勇輝）
- 神父：ロバート・スタイナー（菊池通武）

日本語版制作スタッフ 演出：高橋剛、翻訳：伊勢田京子、録音・調整：辻誠／池田知佳、制作：IMAGICAエンタテインメントメディアサービス

## 製作
フォーカス・フィーチャーズがパラマウント・ピクチャーズに代わって米国での配給会社となり、ユニバーサル・ピクチャーズが米国以外の配給を担当した。日本では配給がキノフィルムズからユニバーサル・ピクチャーズに変更され、それに伴い日本語吹替が製作された。